# 南罗得西亚自由党
南罗得西亚自由党是南罗得西亚的政党。1943年由前联合党财政部长雅各布·斯密特创立。斯密特先前因首相戈弗雷·哈金斯爵士将他排除出二战国防委员会，使其离开联合党而自立政党。
罗伯特·布莱克在他的《罗得西亚史》一书中写道，尽管斯密特自称自由党为自由派。事实上并非如此，其党试图联合保守的联合党，反对政府的对经济的监管、反对促进黑人在政治经济上的发展。
1946年大选中，自由党在南罗得西亚立法议会共30个议席中赢得12个议席。1948年大选中仅获得5个议席。